# Навесні
«Навесні» (рос. Весной) — український радянський документальний німий фільм режисера Михайла Кауфмана, брата Дзиґи Вертова.
Фільм є найвідомішою режисерською роботою Кауфмана.
Займає 15-у позицію у списку 100 найкращих фільмів в історії українського кіно.

## Опис
«Навесні» — шедевр радянського кіноавангарду, неігровий фільм, створений Михайлом Кауфманом у відповідності до авангардистської теорії «кіноока». В ньому постає нині майже невідомий Київ 1929 року. Кадри пробудження міста, поновлення його життя, перегукуються з ліричними картинами відродження природи. Уважна камера Кауфмана надовго зупиняється на усміхнених обличчях дітей, малюючи ліричну картину зізнання в коханні Києву. В «Навесні» Кауфман уперше використав принцип «прихованої камери».

## Оцифрована версія
2018 року Довженко-центр видав книгу «Михайло Кауфман: українська дилогія», присвячена двом його фільмам — «Навесні» та «Небувалий похід». Книга містила також ексклюзивні DVD з відреставрованими фільмами «Навесні» та «Небувалий похід». Обидва фільми супроводжують унікальні аудіодоріжки — з сучасним музичним супроводом і коментарем істориків. Зокрема, фільм «Навесні» прокоментував письменник і києвознавець Станіслав Цалик. Автор музичного супроводу фільму — композитор Олександр Кохановський.